# استیپان کریزین ساکاچ
استیپان کریزین ساکاچ (انگلیسی: Stjepan Krizin Sakač؛ ۱۰ اکتبر ۱۸۹۰ – ۲۳ اوت ۱۹۷۳) مورخ کروات بود. وی در کاپلا کالنیچکا زاده  شد. پس از فارغ‌التحصیلی در رشته الهیات در زاگرب، دکترای خود را از دانشگاه پاپی گریگوری رم (۱۹۱۵)، سپس در اینسبروک (۱۹۲۰) و همچنین در علوم کلیسای شرقی (۱۹۲۴) دریافت کرد. او در سال ۱۹۱۷ به عنوان کشیش گمارده شد. او اولین یسوعی کروات از آیین شرقی بود (که در سال ۱۹۲۵ آن را پذیرفت). او استاد دانشگاه در سارایوو بود و پس از آن در اوکراین، لهستان، بلاروس و مقدونیه کار کرد. از سال ۱۹۳۷ او استاد تاریخ کلیسای اسلاو و از سال ۱۹۶۶ استاد افتخاری و مدیر معنوی مؤسسه شرقی پاپی و عضو هیئت مدیره مؤسسه سنت جروم بود.
او به عنوان یک مورخ، ریشه و اصلیت  کروات‌ها را بررسی کرد - او از این نظریه حمایت می‌کرد که کروات‌های اولیه از سرمتی‌ها و الان‌ها و همچنین ایران باستان سرچشمه گرفته‌اند. اثر اصلی او «قرارداد پاپ آگاتون و کروات‌ها علیه جنگ دریایی در حدود ۶۷۹» (Ugovor pape Agatona i Hrvata proti navalnom ratu oko 679; 1931) است.
او در سال ۱۹۷۳ در رم درگذشت.